# Nordstadt-Schunteraue
| Stadtbezirk Nordstadt-Schunteraue Stadt Braunschweig | Stadtbezirk Nordstadt-Schunteraue Stadt Braunschweig |
| ---------------------------------------------------- | ---------------------------------------------------- |
| Lage von Nordstadt-Schunteraue in Braunschweig       |                                                      |
| Bezirksbürgermeisterin:                              |                                                      |
| Stadtbezirk:                                         | Nr. 330                                              |
| Einwohner:                                           | 27.734 (31. Dez. 2020)                               |
| Fläche:                                              |                                                      |
| Bevölkerungsdichte:                                  |                                                      |
| Postleitzahlen:                                      | 38106, 38108                                         |
| Altes Gebäude der TU Braunschweig                    |                                                      |

Nordstadt-Schunteraue ist ein Stadtbezirk der Stadt Braunschweig, der im Oktober 2021 neu gegründet wurde. Er entstand durch die Zusammenlegung der bisherigen Stadtbezirke Nordstadt und Schunteraue, aufgrund einer kommunalpolitisch beabsichtigten Verringerung der Anzahl an Stadtbezirken.
Er hat die amtliche Nummer 330. Der Bezirk hat 27.734 Einwohner.
Im neuen Stadtbezirk befinden sich Teile des Braunschweiger Stadtkerns mit den Stadtquartieren Nördliches Ringgebiet, Siegfriedviertel und Neues Hochschulviertel und die Stadtteile Kralenriede und Schwarzer Berg.

## Geografie
Der Stadtbezirk wird im Westen und im Süden weitgehend von der Oker oder dem Okerumflutgraben sowie im Osten und Norden von den Bahnlinien nach Gifhorn und nach Watenbüttel begrenzt. Ein Teil der Grenze im Nordwesten ist ein Abschnitt der BAB 391. Im Südosten bilden der Botanische Garten, der Hagenring und die Hans-Sommer-Straße die Grenze.
Nordstadt-Schunteraue weist keine einheitliche Bebauung auf. Vielmehr besteht sie aus Teilgebieten, die nach und nach aus unterschiedlichen Gründen erbaut wurden.
Er umfasst die statistischen Bezirke 06 Altes Hochschulviertel, 16 Nordbahnhof, 17 Neues Hochschulviertel, 37 Schwarzer Berg, 43 Siegfriedviertel, 44 Schuntersiedlung und 45 Kralenriede.

## Stadtquartiere und Stadtteile

### Nördliches Ringgebiet
Das hier beschriebene Gebiet umfasst den Bereich der Stadterweiterung bzw. der Ausweitung der Stadt in die Außenstadt ab Mitte des 19. Jahrhunderts. Zunächst entstanden vor allem an den Ausfallstraßen Gebäude, die in dem 1860 erstmals erschienenen Braunschweiger Adressbuch verzeichnet sind.
Die Gebiete innerhalb des Wilhelminischen Rings bestanden bis zur Stadterweiterung (ab ca. 1850) nach alten Karten weitgehend aus dem Glacis und vorgelagerten Gärten sowie dem Paradeplatz (später Kleiner Exerzierplatz).
Ab 1860 ist mit Einführung des Adressbuchs die Bebauung zunächst der Ausfallstraßen Bültenweg (1860: Weg nach Bülten, Nachweis auf einer historischen Karte von 1753/54,) und der schon im Mittelalter als Handels- und Heerstraße genutzten Hamburger Straße festzustellen. Aber auch der „Hasenwinkel“ (oder „Im Hasenwinkel“), der spätere „Rebenring“ (1874 „Rebenstraße“, 1860 „Am Kleinen Exerzierplatze“ oder „Weg nach dem Kleinen Exerzierplatze“) und „Am Bülten“ werden im ersten Adressbuch der Stadt Braunschweig erwähnt.
1877 wurde die Technische Hochschule (heute Technische Universität Braunschweig) an der Neuen Promenade (heute Pockelsstraße) neu errichtet. In der Umgebung „entwickelte sich in der Folge zwischen Hamburger Straße (heute Mühlenpfordtstraße) und Bültenweg ein Wohngebiet für gehobene Ansprüche“. Diese Gebäude sind zum großen Teil noch heute erhalten.

#### Dienstleistung
Vor allem nördlich des Wilhelminischen Rings entstanden zwischen Bültenweg und Oker ab dem letzten Viertel des 19. Jahrhunderts mehrere Dienstleistungsbetriebe für die Stadt Braunschweig:
- 1888 wird das zweite städtische Gaswerk an der Taubenstraße errichtet, 1959 stellt das Gaswerk von Eigenversorgung auf Ferngas aus Salzgitter um,  ab etwa 1963 entsteht hier das neue Zentrallager der Stadtwerke.
- Der Nordbahnhof wird im Rahmen des Baus der Ringbahn bzw. der Landeseisenbahn (1886) errichtet, als Zugang entsteht die Geysostraße.
- 1879  entsteht zwischen Hamburger Straße und Mittelweg der städtische Schlachthof,  der 1977 an die Hansestraße verlegt wird. Die Braunschweiger Zeitung zieht 1981 von der Innenstadt auf dieses Gelände.
- An der Ecke Mittelweg/Ludwigstraße wird 1918 das Viktoria-Luise-Haus (Landes-, Mütter- und Säuglingsheim) eingeweiht, das sich zur Kinderklinik weiterentwickelt und um 1960 in die Holwedestraße umzieht. 1963 übernimmt die Lebenshilfe das Gebäude.
- Ebenfalls an der Ludwigstraße befindet sich der städtische Bauhof.
- An der Uferstraße befindet sich das Heizkraftwerk Uferstraße, dessen Geschichte als Elektrizitäts-Werk bis Anfang des 20. Jahrhunderts zurückgeht.
- An der Hamburger Straße am Rand des Siegfriedviertels befindet sich ab 1901 das Schwestern- und Krankenhaus „Rotes Kreuz“ (seit 1974 Städtisches Gesundheitsamt).
- Das Taubstummeninstitut war von 1828 bis 1891 an der heutigen Katharinenstraße, zog dann auf die Charlottenhöhe (siehe Viewegsgarten-Bebelhof).
- Das zur seinerzeit Jüdelstiftung gehörende Kinderheim „Elisabeth“ findet sich ab 1908 am Mittelweg.
- Das Schützenhaus und der Schützenplatz wird vom Maschplatz 1890 hierher verlegt.
- Die städtische Desinfektionsanstalt wird 1908 an der Totentwete (heute Mitgaustraße) neu gebaut.

#### Gärten, Friedhöfe
Im Süden des Gebietes befindet sich seit 1840 der Botanische Garten.
Friedhöfe wurden bereits früher in die spätere Außenstadt verlegt. An der Friedhofsgasse (1873 Friedhofsstraße, 1893 Katharinenstraße, nachweisbar 1753/54) befindet sich seit 1706 der Katharinenfriedhof und seit 1713 der Garnisons-Friedhof. An der Hamburger Straße von 1802 bis 1898 der Friedhof der St.-Andreas-Gemeinde und von 1797 bis 1910 der alte Friedhof der jüdischen Gemeinde.
Zumindest bedingt zu nennen ist die Ratsbleiche bzw. Kattunbleiche, die noch 19. Jahrhundert im Betrieb war und an die heute ein Straßenname erinnert (seit 1911).

#### Neues Wohnquartier „Nördliches Ringgebiet“
Die Verwaltung plant, in den Bereichen zwischen Taubenstraße und Wodanstraße ein neues Wohnquartier mit ca. 1000 Wohneinheiten zu realisieren. In einem ersten Bauabschnitt werden ab 2016 durch die Partner Nibelungen Wohnbau GmbH, die Baugenossenschaft Wiederaufbau und die Braunschweiger Baugenossenschaft ca. 530 Wohnungen ausschließlich im Geschosswohnungsbau nördlich der Taubenstraße gebaut. In einem zweiten Bauabschnitt sollen noch einmal rd. 500 Wohnungen folgen.
Im Baugebiet „BZ-Areal“ zwischen Hamburger Straße und Mittelweg möchte ein privater Investor neben einem großflächigen Nahversorger ebenfalls bis zu 500 Wohneinheiten realisieren. Auch hier sollen vorrangig Wohnungen im Geschosswohnungsbau entstehen; es sind allerdings auch einige wenige Einfamilienhäuser projektiert.
Als dritter Bereich soll ein Gebiet nördlich der Ludwigstraße entwickelt werden. Hier könnten noch einmal bis zu 200 Wohneinheiten zusätzlich entstehen.

### Schwarzer Berg
Der Schwarze Berg ist ein Stadtteil, der als Siedlung in den 1960er Jahren entstand. Der Name soll von dunklen Kiefern herrühren, welche auf dem 73 m (üNN) „hohen Berg“ gestanden haben. Diese Erhebung erstreckt sich über die Feldfluren Großer und Kleiner Jahnskamp.
Ab 1932 wurde der Bereich der schon bestehenden Straße Am Schwarzen Berge mit ihren Querstraßen Jahnskamp, Stadtblick und Heimgarten bebaut. Das Gelände, auf dem sich zu diesem Zeitpunkt nur Kleingärten befanden, gehörte erst mit der Eingemeindung vom 1. April 1934 zu Braunschweig. Auf dem Gelände bauten zu der Zeit ausschließlich private Bauherren, denen kaum Vorgaben für die Bebauungen gemacht wurden.

### Siegfriedviertel

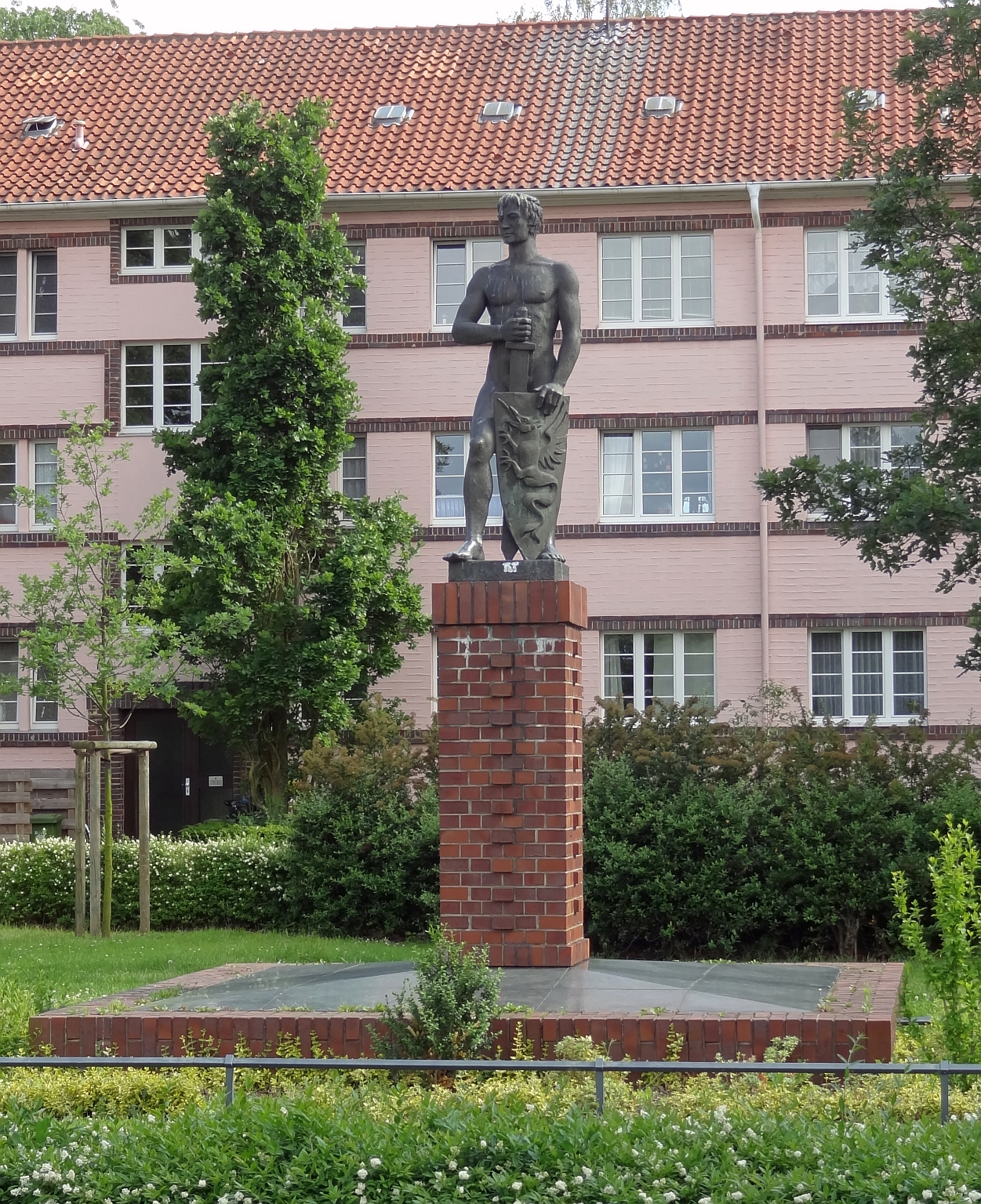
Burgundenplatz

Das Stadtquartier Siegfriedviertel entstand als moderne Siedlung im Grünen in den 1920er, 1930er und 1940er Jahren. Der Name des Quartiers und die Straßennamen orientieren sich an der Nibelungensage rund um Siegfried den Drachentöter. Neben Mehrfamilienwohnblöcken entstanden hier auch Eigenheimbauten. Nördlich des Siegfriedviertels befindet sich am Dowesee der Schul- und Bürgergarten, der im Jahr 1919 unter dem Namen Hauptschulgarten entstand.

### Universitätsviertel
Das Gelände war zunächst für die gründerzeitliche Stadterweiterung Braunschweigs vorgesehen. Jedoch kam es nicht mehr zur Bebauung der Flächen, unter anderem infolge des nachlassenden Interesses nach neuen Bauflächen.
Nach Ende des Zweiten Weltkrieges errichtete man die neue Hauptstraße „Hans-Sommer-Straße“, die die Gliesmaroder Straße entlasten sollte. An der Straße entstand eine Vielzahl neuer Gebäude für die Technische Universität Braunschweig.

## Verkehr
Der Stadtbezirk Nordstadt-Schunteraue ist durch zahlreiche Bus- und Straßenbahnlinien angebunden. Der wichtigste Verknüpfungspunkt im Netz ist die Haltestelle „Hamburger Straße“. Es bestehen Fahrtmöglichkeiten in die Innenstadt, ins Ringgebiet sowie ins nördliche Stadtgebiet.

## Politik
Bezirksbürgermeisterin
- Carolin Borggrefe (B’90/Grüne)

Stadtbezirksrat
| Partei     | Stimmen 2021 | Sitze 2021 |
| ---------- | ------------ | ---------- |
| GRÜNE      | 30,5 %       | 6          |
| SPD        | 27,8 %       | 5          |
| CDU        | 17,0 %       | 3          |
| BIBS       | 8,0 %        | 2          |
| FDP        | 5,0 %        | 1          |
| Die Linke  | 5,5 %        | 1          |
| Die PARTEI | 3,3 %        | 1          |
| Die Rechte | 1,5 %        | -          |
| Basis      | 1,4 %        | -          |
| Gesamt     | 100 %        | 19         |